# Maerewhenua (rivière)
La rivière Maerewhenua  (en anglais : Maerewhenua River), est un petit cours d’eau de la région d’Otago dans l’île du Sud de la Nouvelle-Zélande.

## Géographie
Elle est située dans la région de North Otago et constitue un affluent du fleuve Waitaki, qui forme la limite entre la région d’Otago et de Canterbury.
La rivière s’écoule vers l’est de la petite ville de Duntroon.  
Quand la branche dite de « Kurow Branch », un embranchement du chemin de fer, était encore en construction dans les années 1870, la rivière posait des difficultés de franchissement et la ligne s'est terminée sur la berge est pendant cinq ans avant que le pont ne soit complètement terminé au milieu de 1881.